# Биокосное вещество
Биокосное вещество (Биокосная система; от «био-» — живой и «косный» — неживой, абиотическое, образованное вне жизни,  вещество) — один из типов вещества биосферы (возникшее на стыке живого и неживого), в понятии академика В. И. Вернадского. Вещество, создаваемое одновременно живыми организмами и косными процессами и являющее собой закономерную структуру из живого и косного вещества.
Другие производные понятия от «биокосный»:
- биокосная система (см. геосферы, почвообразование, биоминерал)[4].
- биокосный синтез (см. полимеры, композиты)
- биокосные остатки (живого вещества)
- и другие (см. биогеохимия, биогеофизика, философия биологии).

## Описание
Биокосное вещество создаётся одновременно живыми организмами и косными процессами, представляя динамически равновесные системы одних и других. Синтез живого и косного вещества образующий биокосную систему.
В. И. Вернадский указывал:
- Живое и биокосное вещество встречаются на нашей планете только в биосфере.
- Живое вещество образует биокосные остатки.
- Кора выветривания, ныне активная — определённое биокосное тело — иногда, в отдельных геохорах, может быть прослежена на сотни метров вглубь, особенно в поясах тропическом и подтропическом во влажном климате». Процессы выветривания, в частности, резко выраженные в биосфере, всегда биогенны и биокосны.
- Вероятно, подземные воды, когда они будут изучаться более точно, окажутся биокосными телами, проникнутыми живым веществом.Не только воды, как было указано, но и другие жидкие минералы, как, например, нефти, являются биокосными телами.
- Вещество биосферы резко и глубоко неоднородно: живое, косное, биогенное и биокосное.
- Организованные биокосные тела занимают значительную часть по весу и по объёму биосферы. Их остатки, после гибели организмов, их составляющих, образуют биогенные породы, которые образуют огромную часть стратисферы.